# Bartramia alaris
Bartramia alaris là một loài rêu trong họ Bartramiaceae. Loài này được Dixon & Sainsbury mô tả khoa học đầu tiên năm 1933.